# Straumøya
Ne doit pas être confondu avec Straumøya (Bømlo).
Straumøya est une île de Norvège située au sud de Bodø, baignée par le Saltfjord dont le Saltstraumen à l'est.

## Description
De forme allongée, son angle sud-est est traversé par la route nationale 17. L'île s'est formé il y a 2 000 ou 3 000 ans avec la mise en eau du Saltfjord liée à l'ajustement de la lithosphère en raison de la fonte des glaces de la dernière glaciation.

### Réserve naturelle

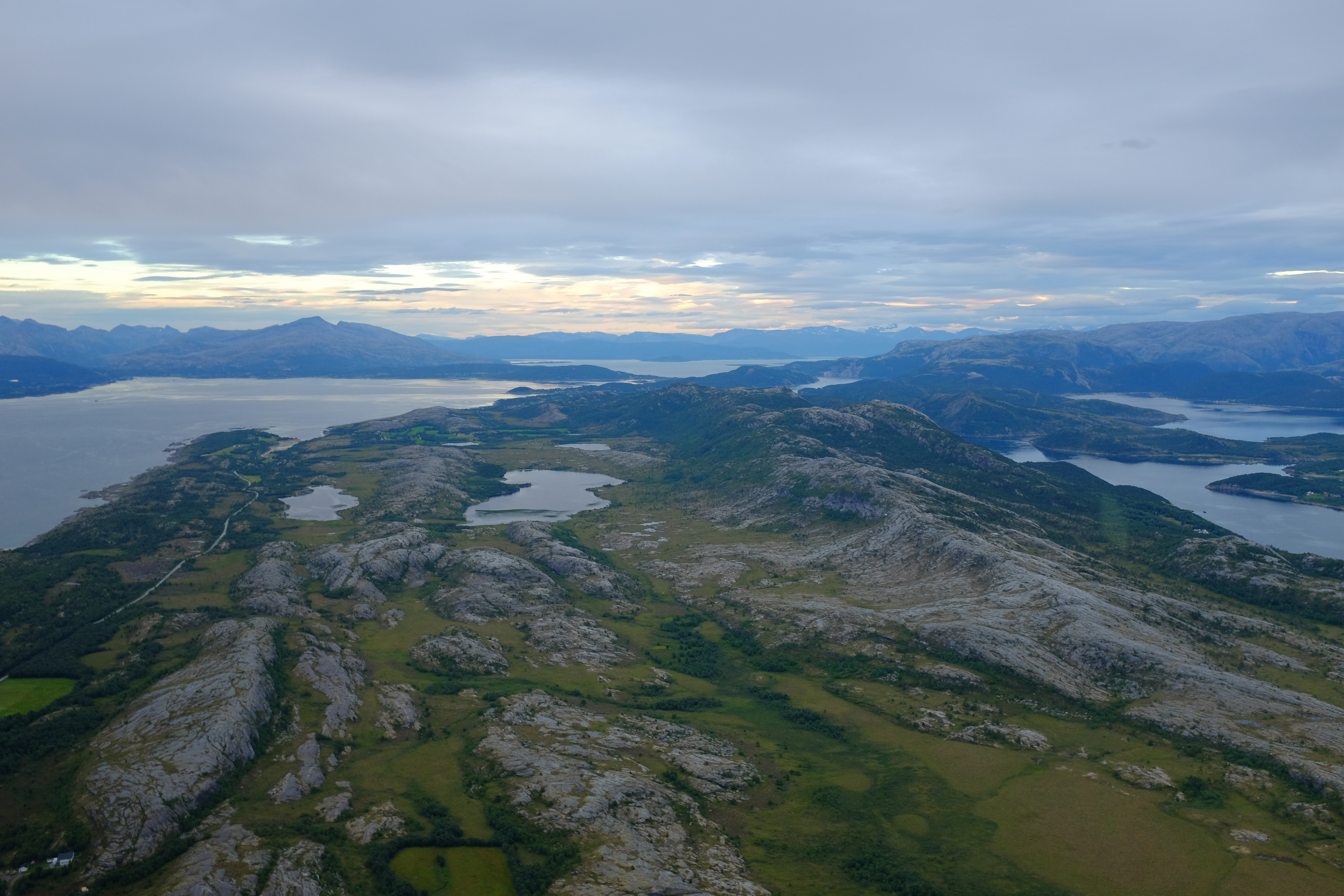
Réserve naturelle de Straumøya

La réserve naturelle de Straumøya (en norvégien Straumøya naturreservat) est une zone protégée pour préserver une zone humide importante avec une grande valeur de conservation régionale, notamment en raison de l'importance ornithologique, botanique et de limnologie des marais, et de ses fonctions de zone de migration et de nidification pour les oiseaux.